# 威尔明顿站 (特拉华州)
小约瑟夫·R·拜登车站（英語：Joseph R. Biden, Jr., Railroad Station）又被称作威尔明顿站（英語：Wilmington station），是一座位于美国特拉华州威尔明顿的客运车站，有东北走廊经过。车站作为美铁最繁忙的车站之一，有东北走廊上各列车经停，此外还有宾夕法尼亚州东南地区交通局（SEPTA）的费城通勤铁路威尔明顿/纽瓦克线列车经停。车站有灰狗巴士、特拉华运输（DART）等公司运营的城际巴士接驳。
车站建于1907年，初名宾夕法尼亚车站。2011年车站为纪念经常使用车站往返威尔明顿和華盛頓哥倫比亞特區（通稱華府）的時任美国副总统和原联邦参议员，並於2020年當選總統的乔·拜登而改为现名。1987年6月9日，时任联邦参议员的拜登曾在车站宣布正式参选总统，但未通过民主党内初选。车站坐落在威尔明顿市中心的法兰西街和核桃街中间，一层主要为售票处、接驳交通设施和商业设施，站台位于车站二层。

## 历史

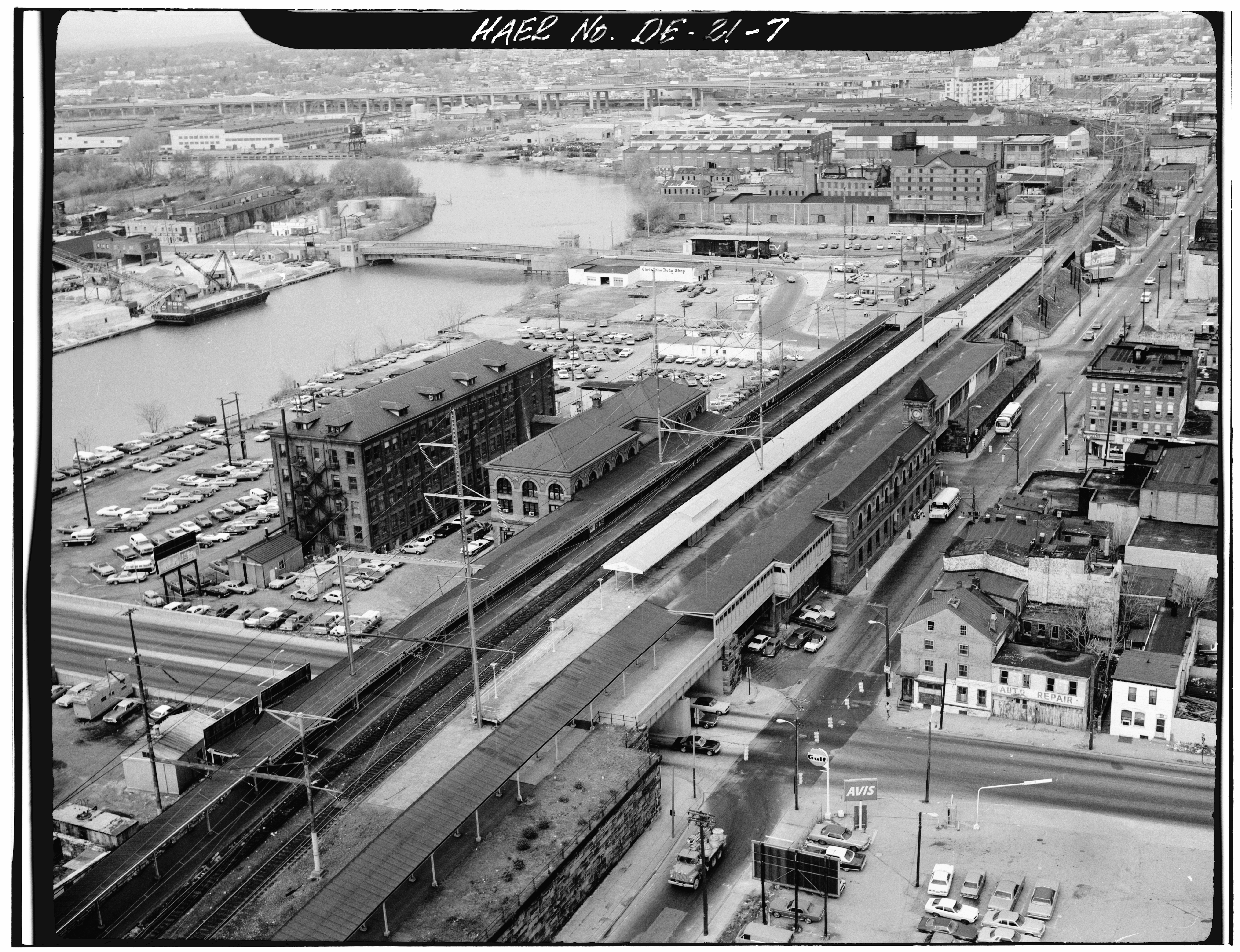
车站俯瞰（1977年）

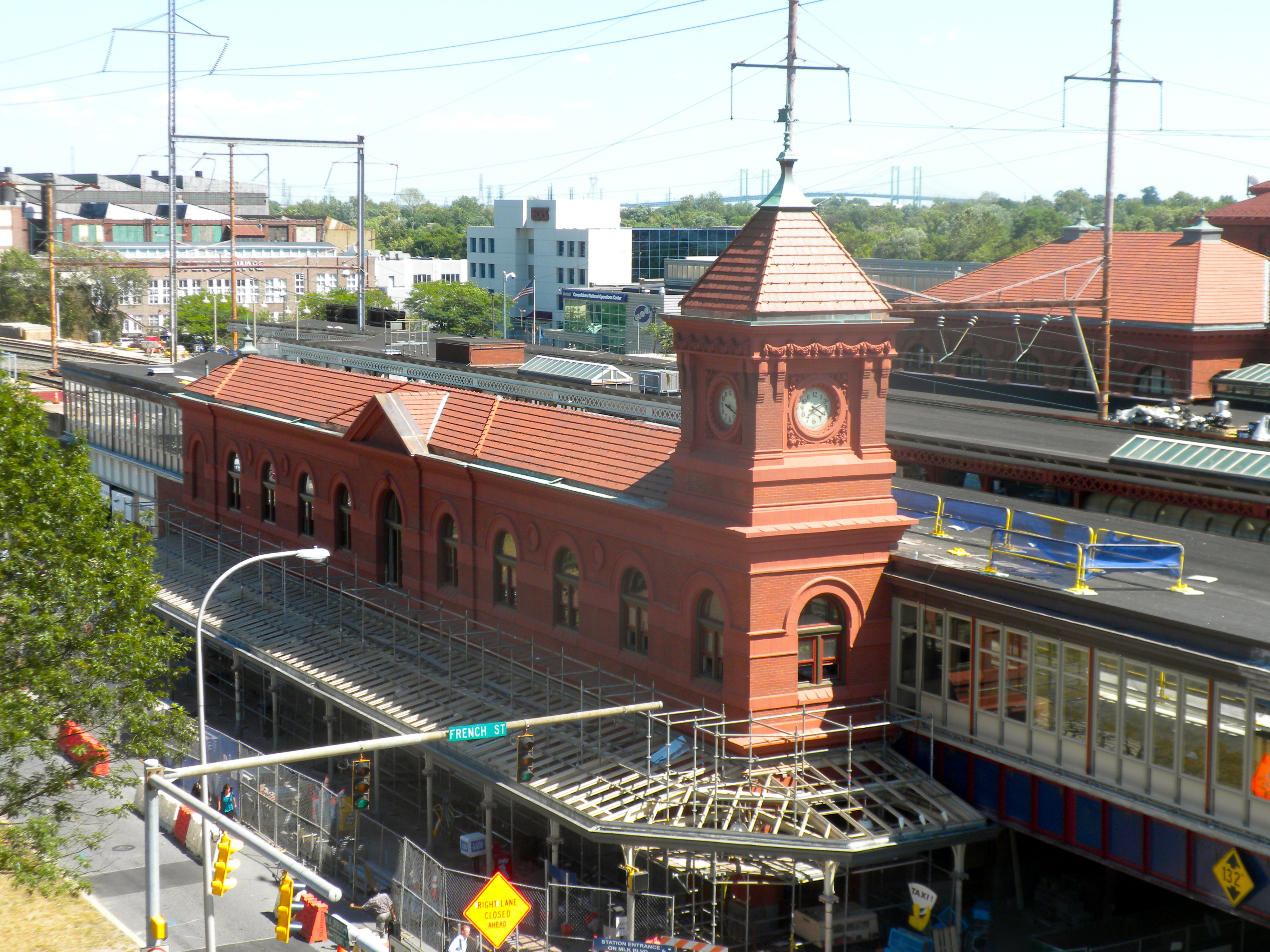
2010年翻修中的车站

车站由宾夕法尼亚铁路建于1907年，替代了原先由费城、威尔明顿和巴尔的摩铁路建设的旧站。车站造价30万美元，由弗兰克·弗内斯设计。
作为弗内斯所中意的创新型材料和强有力的建筑表达的体现，弗内斯选择将路轨设在架空二层，地面层作为车站站厅。这种在当时并非常规的结构设计体现了美国的工业实力。车站的北端有一个高于主楼一层的矩形钟楼，以和主站房外立面相协调的石材和陶土材料装饰。
1976年，威尔明顿车站被选为美国國家史蹟名錄。1984年，车站曾进行过翻修工程。1999年，车站周围的架空路轨也被列入国家史迹。
1989年，车站开始SEPTA的费城通勤铁路服务。
车站于2009年开始了为期两年的翻修工程。翻修工程造价3770万美元，其中三分之二由2009年美國復蘇與再投資法案资助。翻修期间，车站包括站台在内的旅客服务由车站旁的临时车站维持。车站于2010年12月6日重新开放，而整个翻修工程则于2011年3月完工。
2011年3月19日，车站名称由原先的威尔明顿站改为小约瑟夫·R·拜登车站。在乔·拜登担任美国联邦参议员期间，他在本站和华府间乘坐火车超过7000次。该更名被视为拜登对美铁和美国铁路客运的支持的纪念。2017年1月20日，拜登在卸任副总统后于华盛顿乘坐阿西乐特快回归这座以他命名的车站。
2020年12月，美铁宣布东北走廊特拉华三轨项目完工，威尔明顿至西侧纽瓦克区间路轨由两线增加至三线，减轻美铁列车、通勤铁路列车、货运列车并线运行给线路带来的负担。

## 结构
| 站台 | 侧式站台，不使用   | 侧式站台，不使用                                                                                     |
| 站台 | 3道                | ← ■美鐵东北区域号等南下列车往华盛顿 （纽瓦克） ← ■SEPTA威尔明顿/纽瓦克线列车往纽瓦克（教会人交叉口） |
| 站台 | 岛式站台，左边开门 | |
| 站台 | 2道                | ← ■美鐵东北区域号等北上列车往纽约/波士顿方向（费城） →                                               |
| 站台 | 1道                | ← ■SEPTA威尔明顿/纽瓦克线列车往天普大学（克莱蒙特） →                                                |
| 站台 | 侧式站台，右边开门 | |
| G    | 地面               | 出入口、候车区、卫生间、美铁/SEPTA售票处、商业、租车、接驳交通                                       |

## 圖集

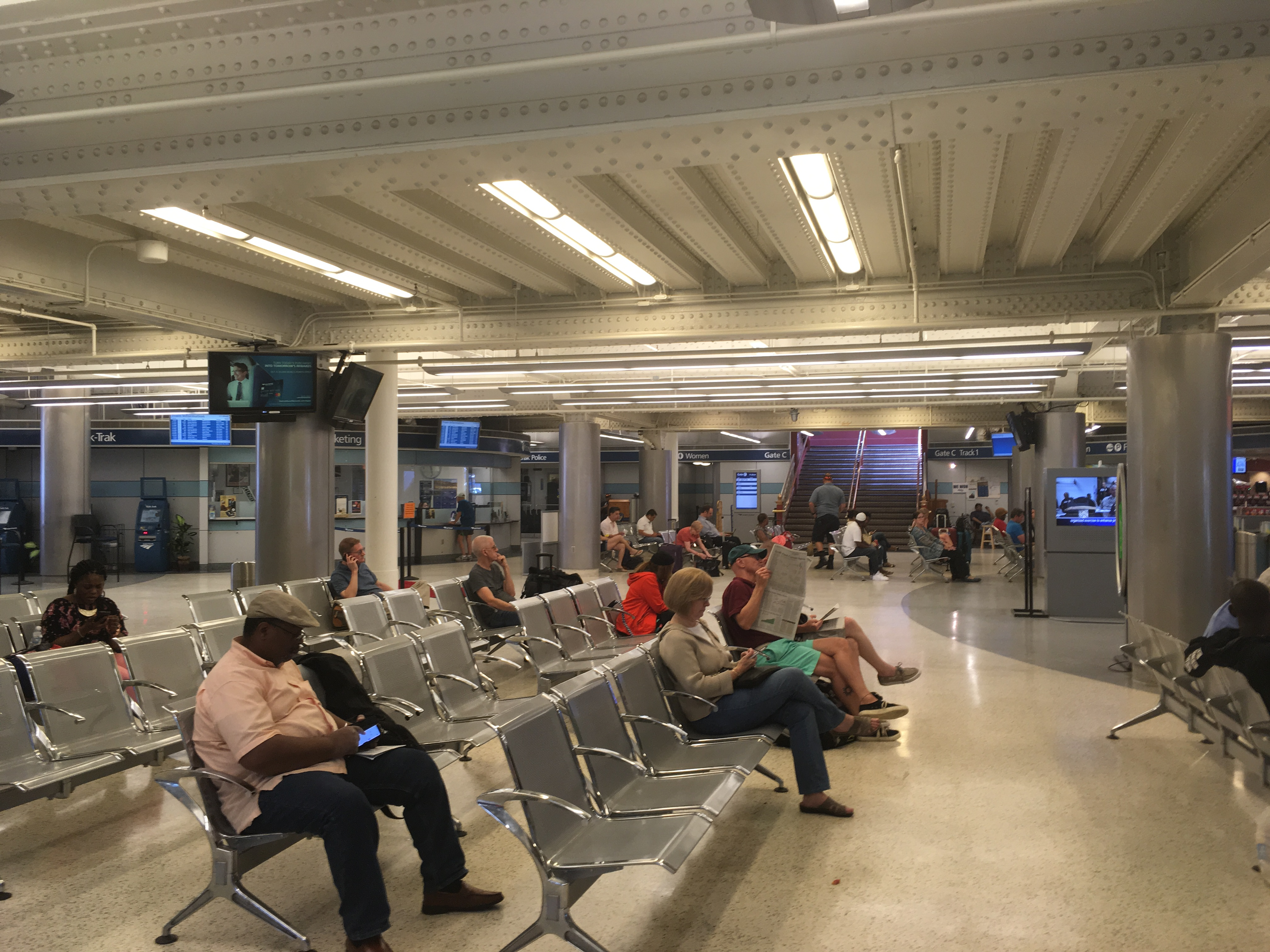
站厅
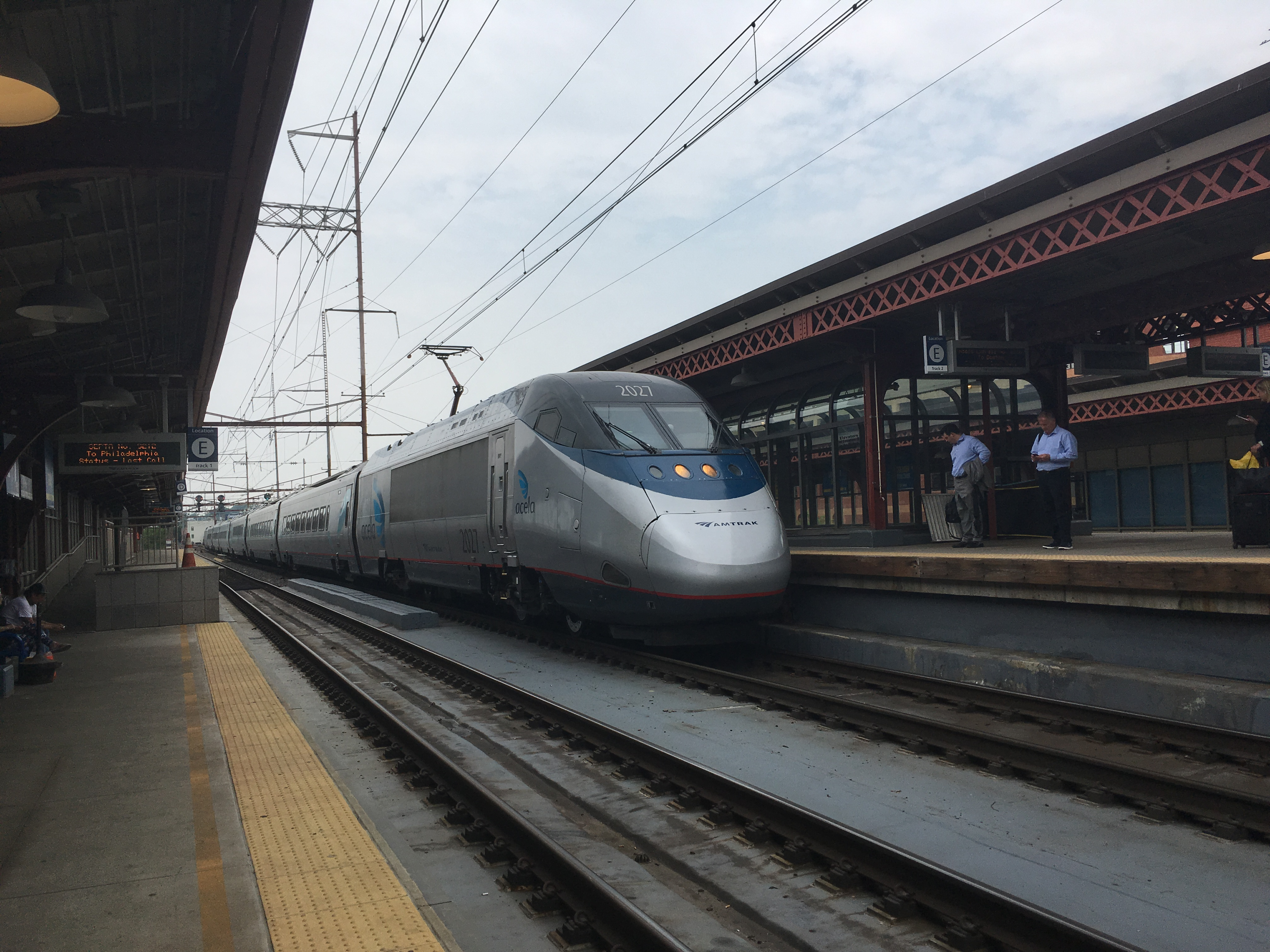
一列北上的阿西乐特快于站内
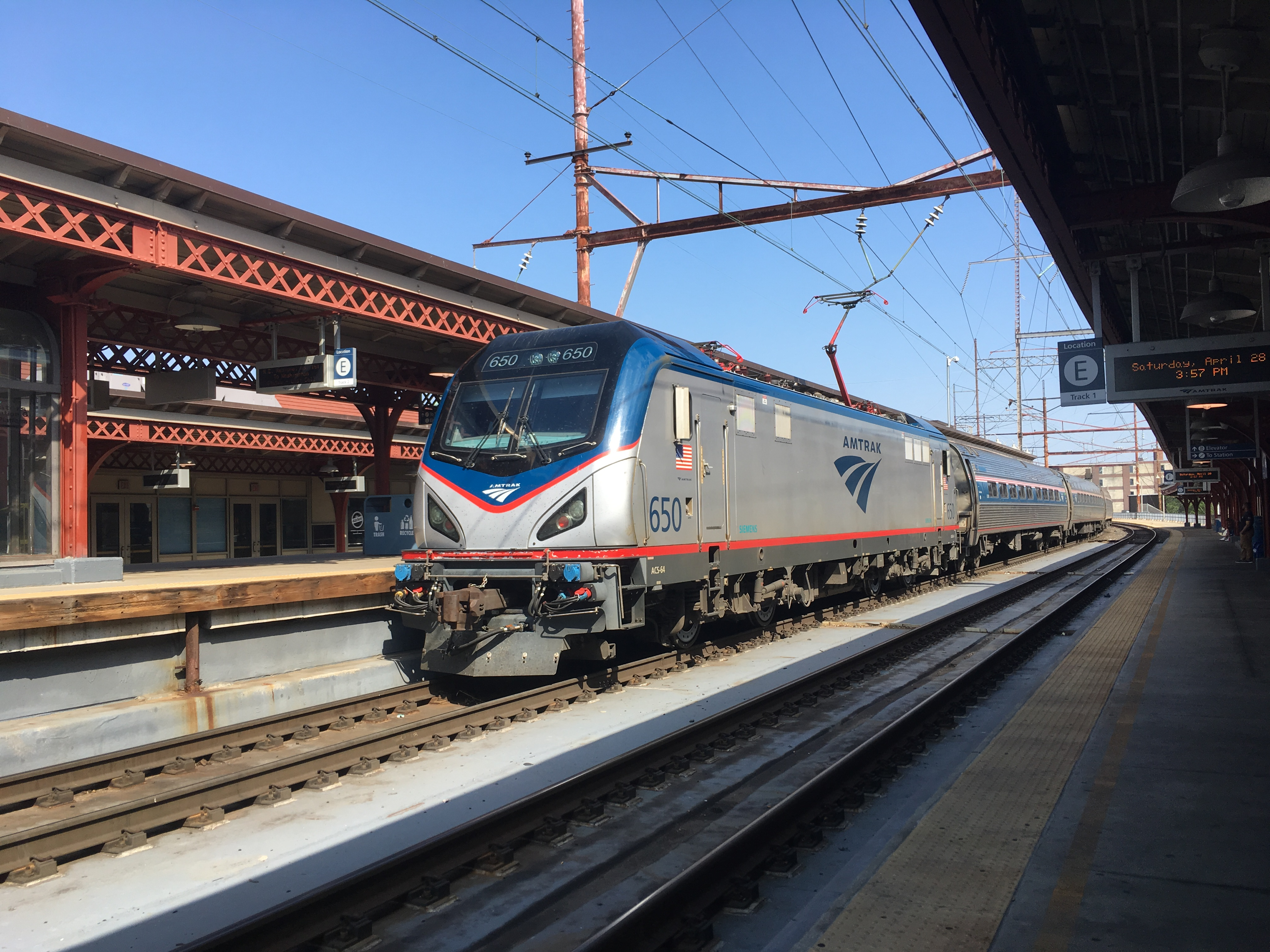
一列南下的东北区域号列车于站内
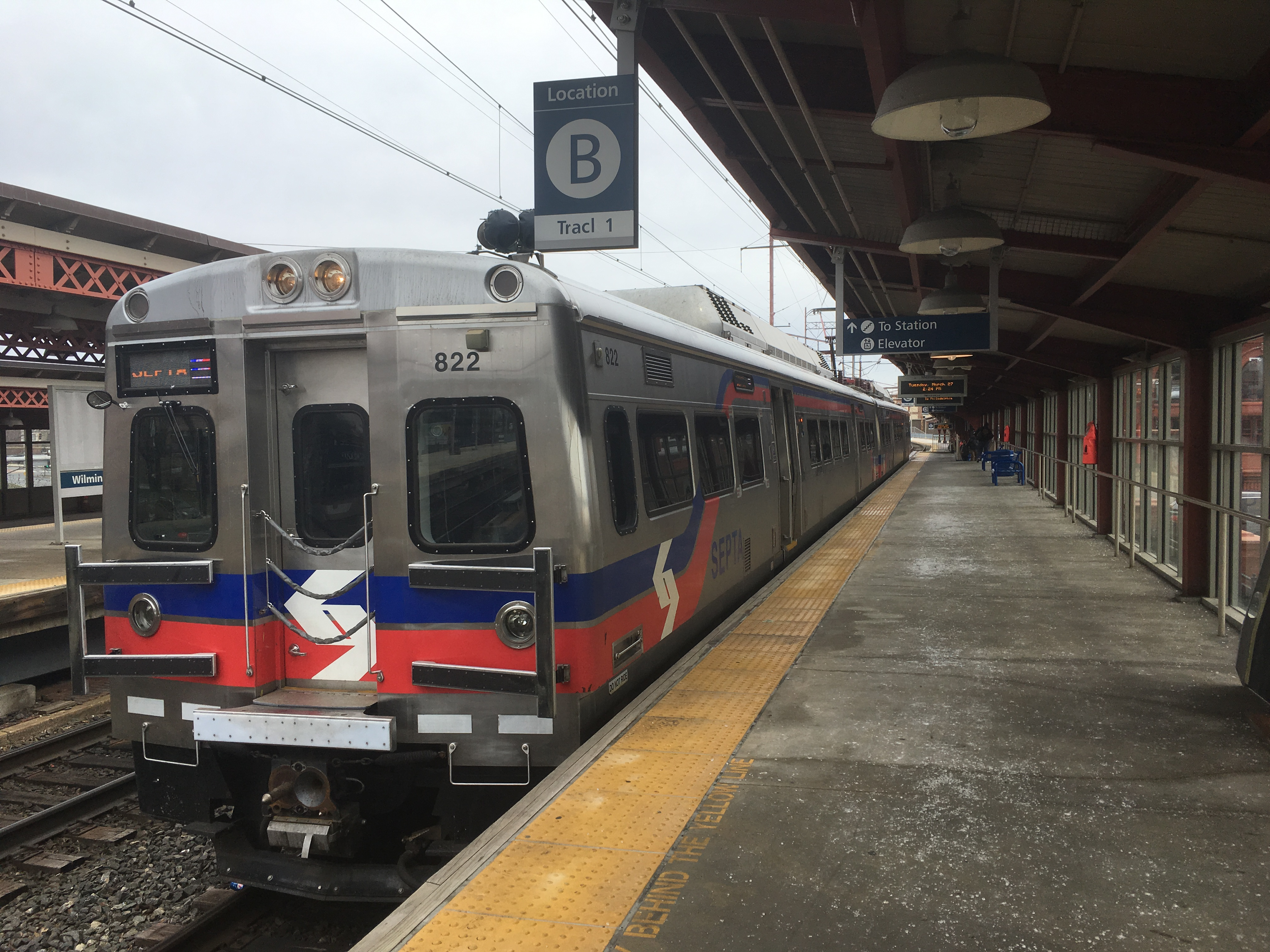
SEPTA通勤列车停靠
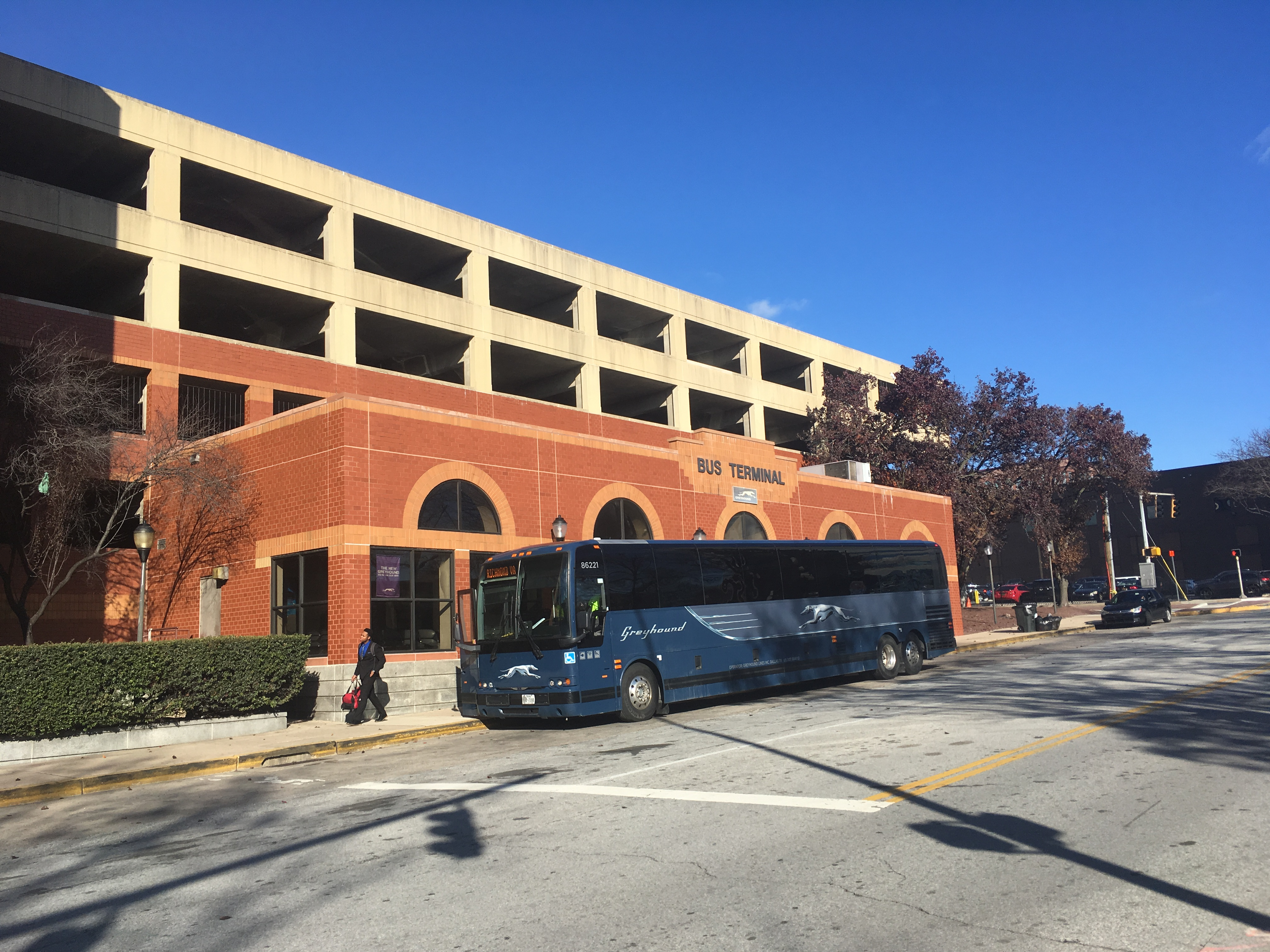
灰狗巴士接驳站
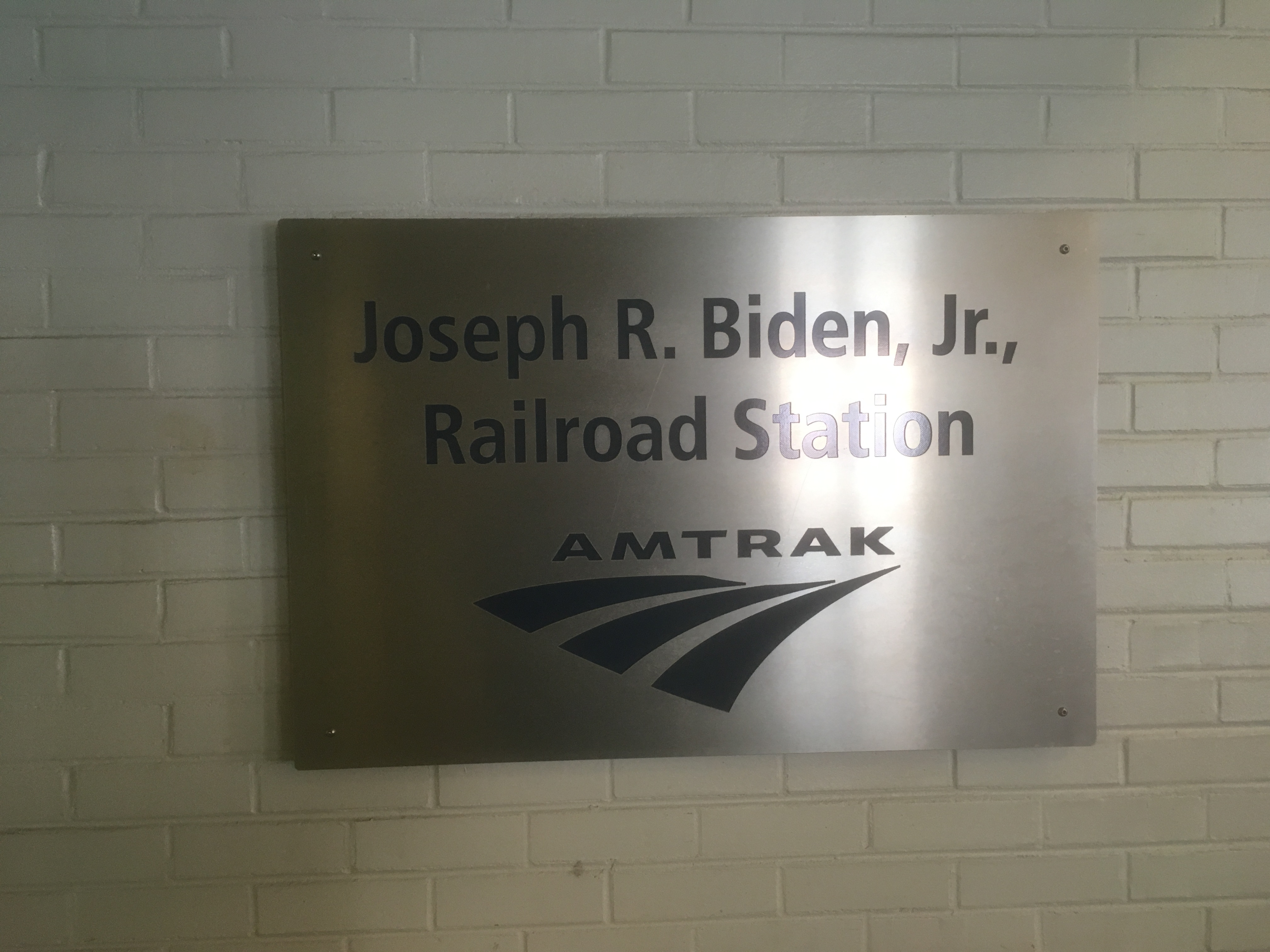
站内的拜登命名纪念碑

## 运营状况

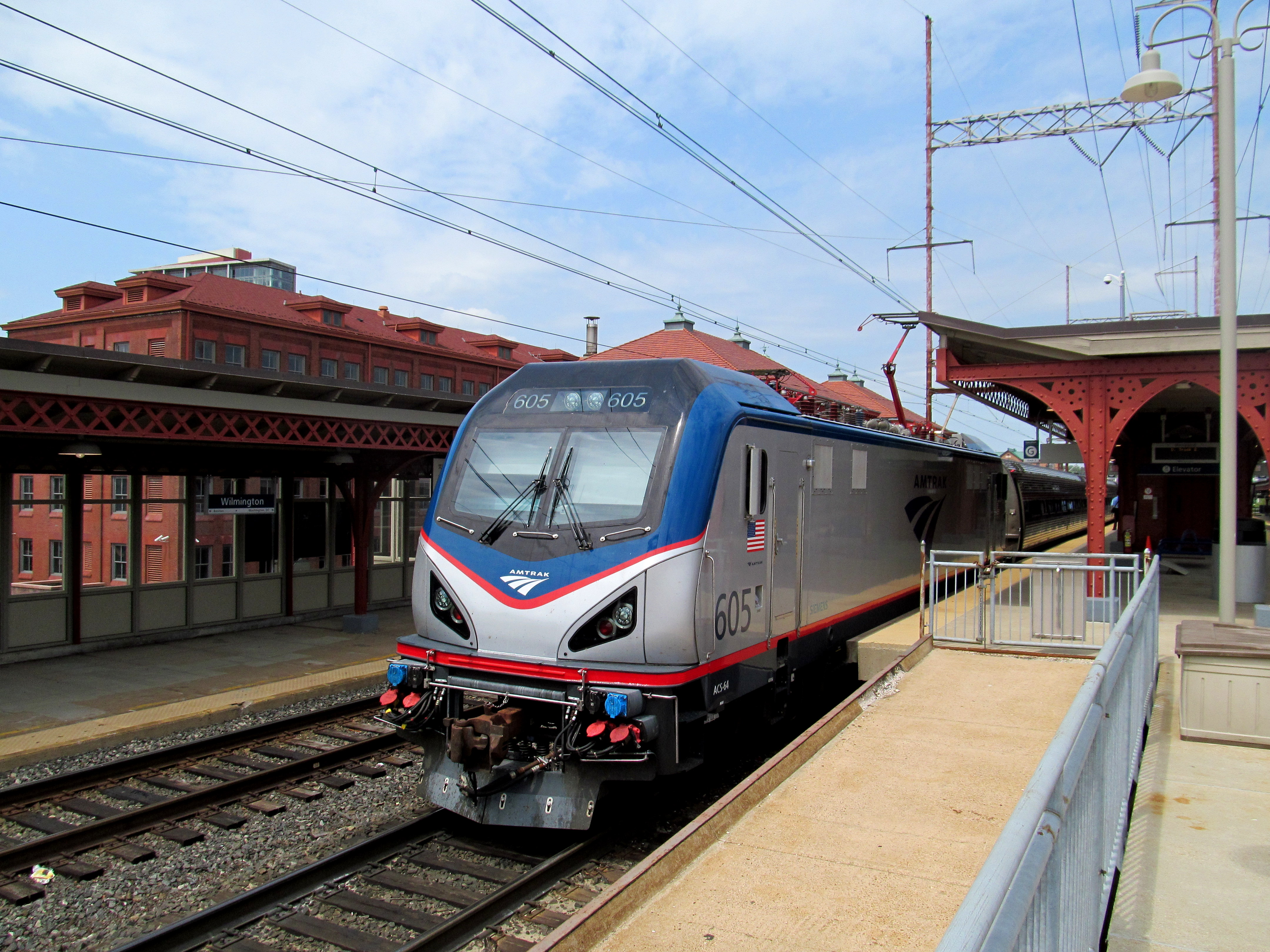
一列北上美铁东北区域号列车停靠

威尔明顿站主要有美铁东北区域号、阿西乐特快停靠，经东北走廊向北可至费城、纽约和波士顿，向南可到达巴尔的摩和华盛顿特区。长途列车方面，车站有往芝加哥的紅雀號、往夏洛特的卡罗莱纳人号、往新奥尔良的新月号、往萨凡纳的帕尔梅托号、往迈阿密的銀星號和银色流星号，以及往佛蒙特州圣奥尔本斯的佛蒙特人号列车停靠。美铁乘客可利用灰狗巴士运营的美铁直通巴士前往特拉华州多佛和馬里蘭州索爾茲伯里。
车站是美铁系统全国第13繁忙的车站，而在中大西洋区域中则排名第七：仅次于紐約賓夕法尼亞車站、華盛頓聯合車站、费城30街車站、巴爾的摩賓夕法尼亞車站、奥尔巴尼-伦斯勒车站和巴爾的摩瑟古德·馬歇爾機場站。
车站同时也有宾夕法尼亚州东南地区交通局（SEPTA）的费城通勤铁路威尔明顿/纽瓦克线列车经停，连接费城市中心和特拉华州纽瓦克。和其他位于特拉华州的SEPTA车站一样，本站的SEPTA列车服务由特拉华运输资助。

## 接驳交通

### 地方公共交通
特拉华运输在车站附近设有威尔明顿换乘中心，停靠巴士路线包括2、5、6、10、11、13、14、16、18、20、25、28、31、33、36、40、45、47、47X、48、52、54、55、301和305（季节性）。

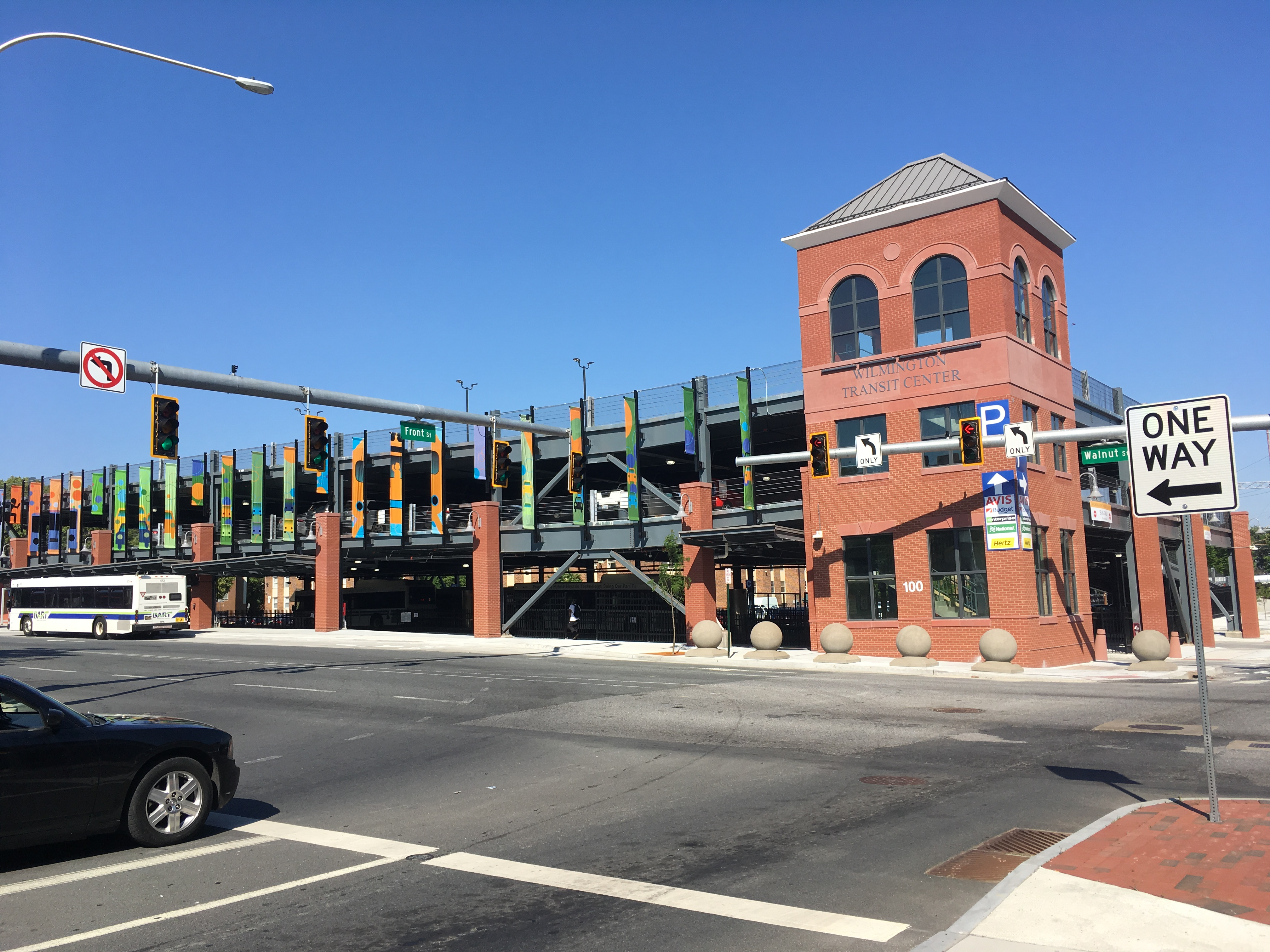
特拉华运输巴士路线使用的威尔明顿换乘中心

威尔明顿换乘中心于2018年11月19日开工，造价1900万美元。威尔明顿州长約翰·卡尼、联邦参议员湯姆·卡波、威尔明顿市长Mike Purzycki、特拉华州交通部秘书长Jennifer Cohan、特拉华运输CEO John Sisson参加了开工仪式。换乘中心将有大部分DART巴士停靠，内部则设有雨棚候车区、实时巴士状态显示、票务中心、卫生间、自动贩卖机、自行车架和停车场。换乘中心于2020年5月17日完工。

### 城际巴士
灰狗巴士在车站停车楼旁设有威尔明顿巴士站。灰狗巴士的目的地包括巴尔的摩、纽约、诺福克、费城、里士满和华盛顿特区。